# Philoscia colimensis
Philoscia colimensis là một loài chân đều trong họ Philosciidae. Loài này được Mulaik miêu tả khoa học năm 1960.